# Prudente de Morais

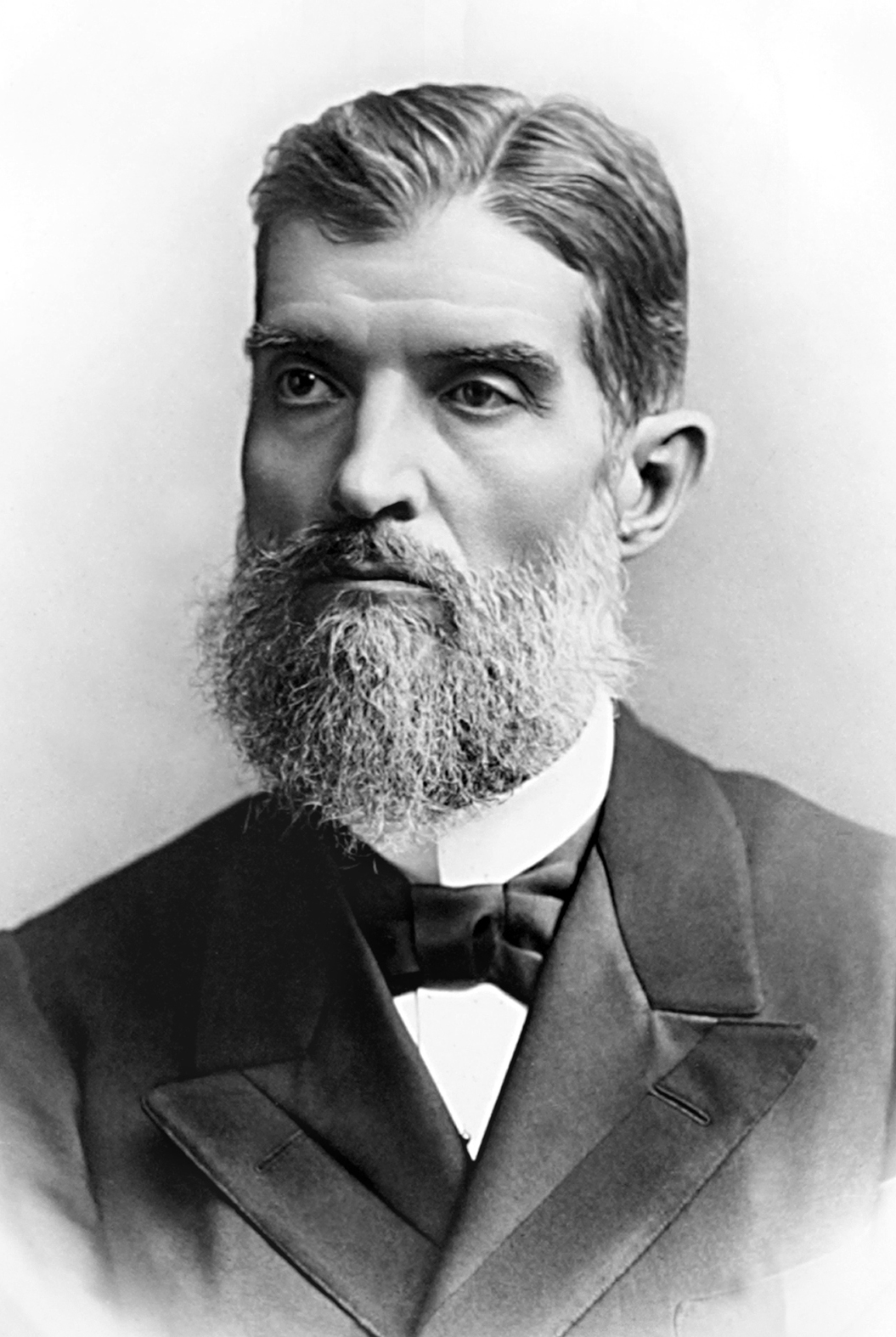
Prudente José de Morais e Barros

Prudente José de Morais e Barros (* 4. Oktober 1841 in Itu, São Paulo; † 3. Dezember 1902 in Piracicaba, São Paulo) war ein brasilianischer Politiker. Von 1889 bis 1890 war er der erste gewählte Gouverneur des Bundesstaats São Paulo und vom 15. November 1894 bis zum 15. November 1898 dritter Präsident von Brasilien. Er war der erste Zivilist, der Staatsoberhaupt in Brasilien wurde.

## Leben
Gewählt wurde er durch eine direkte und allgemeine Wahl. In seine Amtszeit fällt der Krieg von Canudos in den Jahren 1896 und 1897, wobei die im Sertão im Staat Bahia gelegene Stadt Canudos zerstört wurde und es zu einem Massaker an den Bewohnern kam. Der Krieg spiegelt die rivalisierenden politischen Konzepte am Beginn der brasilianischen Republik wider.

## Ehrung
Die Städte Presidente Prudente im Bundesstaat São Paulo und Prudente de Morais in Minas Gerais wurden nach ihm benannt.